# Lauren Ashley Carter

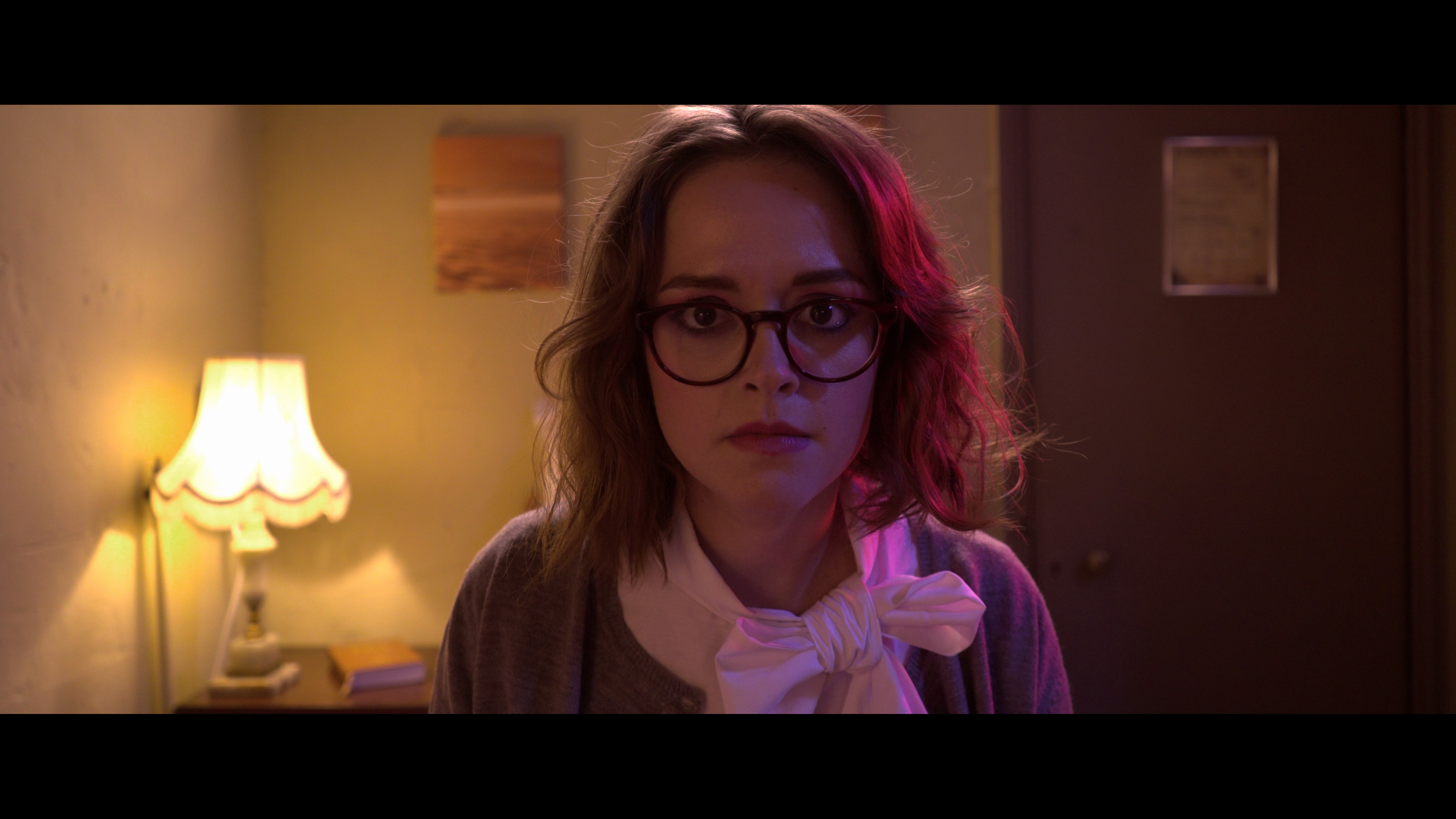
Lauren Ashley Carter

Lauren Ashley Carter ist eine US-amerikanische Filmschauspielerin.

## Leben
Lauren Ashley Carter wuchs in Massillon (Ohio) auf. Sie studierte vier Jahre Schauspiel am College-Conservatory of Music Cincinnati und hatte ab 2010 Auftritte in Film und Fernsehen. 2011 spielte sie als „Peggy Cleek“ eine der Hauptrollen im Horrorfilm The Woman. Auch bei Jug Face (2013) und The Mind’s Eye hatte sie Hauptrollen in Horrorfilmen.
2016 war sie Mit-Produzentin der Serie The Mentors. 2017 spielte sie das Außerirdische Stargirl.

## Filmografie
- 2008: Waiting Room (Kurzfilm)
- 2010: Rising Stars
- 2011: The Woman
- 2011: The Prodigies (Computeranimationsfilm)
- 2011: Law & Order: Special Victims Unit (Fernsehserie, 1 Folge)
- 2011: Mantua
- 2012: Premium Rush
- 2013: Jug Face
- 2015: Pod
- 2015: The Mind’s Eye
- 2015: Darling
- 2016: Above Average Presents (Fernsehserie, 1 Folge)
- 2016: The Mentors (Fernsehserie, eine Folge)
- 2017: Stargirl (Imitation Girl)
- 2018: Dark Gods – Die dunkle Seite der Götter (Black Site)
- 2018: One Bitten... (Kurzfilm)
- 2019: Darlin’
- 2019: Artik – Serial Killer (Artik)
- 2021: A Little More Flesh II
- 2021: Eating Cars